# Angustia pallens
Angustia pallens là một loài ruồi trong họ Tachinidae.